# 蓋然的
| ウィキペディアには「蓋然的」という見出しの百科事典記事はありません（タイトルに「蓋然的」を含むページの一覧/「蓋然的」で始まるページの一覧）。 代わりにウィクショナリーのページ「蓋然」が役に立つかもしれません。 |